# Michael Anckarsvärd
Michael Anckarsvärd, före adlandet Cosswa, född den 9 mars 1742 på Högfors bruk i Västmanland, död den 23 mars 1838 på Karlslund, var en svensk greve, militär, ämbetsman och politiker.

## Biografi

### Tidiga karriär
Efter en tids universitetsstudier fick han 1759 anställning vid fortifikationen och deltog som underofficer och officer i pommerska kriget. Han hade där anställning dels vid fältartilleriet, dels vid arméns flotta. Han blev efter kriget anställd av Ehrensvärd vid den nya flottbasen Sveaborg. Han var en av de första som 1772 i förtroende fick vetskap om Gustav III:s planerade revolution.
Den dåvarande fänriken Cosswas uppdrag var att fängsla riksrådet Esbjörn Reuterholm, och med fartyget han förde ansluta sig till Jacob Magnus Sprengtportens eskader. Denna anlände först i september till Stockholm, efter att revolutionen redan var mer eller mindre avslutad. Kungen mottog den med stora hedersbetygelser, och Cosswa blev löjtnant och adlad med namnet Anckarsvärd.

### Gustav III:s ryska krig
Sedan Anckarsvärd återkommit till Sveaborg, arbetade han under de följande årtiondena som varvschef, lotschef och slutligen 1784 som eskaderchef med att sätta arméns flotta i stånd. Då Gustav III på våren 1788 förberedde krig mot Ryssland, kallades Anckarsvärd till Stockholm för att ge kungen råd, vilka dock ej följdes. Det var till stor del hans förtjänst att arméns flotta vid krigets utbrott var i gott skick. Under 1788 års sjökrig förde Anckarsvärd befälet över båda de eskadrar, som denna flotta var indelad i.
Missnöjet med kriget gav honom anledning till den sammanslutning av i synnerhet finska officerare, vilken är känd under namnet Anjalaförbundet. "Arméns flottas officerare av finska eskadern". De skrev i september 1788 till kungens bror och bad om prinsens bistånd för att sammankalla en riksdag och få ett slut på kriget. Kungens hållning var länge obeslutsam, men i mars 1789 kallades Anckarsvärd till Stockholm anklagad för upproriska avsikter. Han fördes under bevakning över Kvarken och hölls fängslad, först i Fredrikshov, sedan i Drottningholms slott 18 mars till 7 maj. Under denna tid skrev han Tankar om 1789 års fälttåg. Utan närmare undersökning lades åtalet ned, och han utnämndes till kungens generaladjutant, med säte i krigsberedningen.
Hösten 1789 la han fram en plan för arméns flottas nästa krigståg och fick själv leda planens utförande. Det var väsentligen Anckarsvärds förtjänst att den flotta, som 1790 segrade vid Svensksund, kunde löpa ut i rätt tid och gott skick. Efter krigets slut utnämndes Anckarsvärd till landshövding i Kalmar län, där han i tjugo år (1790–1810) kom att leda länsstyrelsen.

### Revolutionen och den nya författningen
Även om Anckarsvärd fått bevis på kung Gustav IV Adolfs förtroende och välvilja – han blev generalmajor 1795 och friherre 1805 – hade han alltifrån Norrköpings riksdag varit orolig för rikets ställning, främst i utrikespolitiken. Snart brydde han sig inte om att dölja sitt missnöje. Han var fullt medveten om att hans söner Karl Henrik och Johan August var inblandade i förberedelserna i den del av upproret mot kungen som skulle utgå från Värmland, och då hertig Karl 13 mars 1809 åtagit sig riksföreståndarskapet, skrev han genast till Anckarsvärd med begäran att denne skulle räcka honom "en hjälpsam hand".
På Georg Adlersparres förslag kallades Anckarsvärd att som lantmarskalk leda den konstituerande riksdagens första stånd. Anckarsvärd kom på så sätt att bli den som å detta stånds vägnar den 6 juni 1809 bekräftade den nya regeringsformen. Samma dag upphöjdes han till greve och generallöjtnant. Den 8 maj 1809 bidrog han till att riksföreståndarens anspråk att som arvsberättigad kung bestiga tronen avslogs av de som företrädde åsikten att man skulle anta den nya grundlagen innan man skulle välja kung. Anckarsvärd har i enskilda anteckningar skrivit att detta från början varit hans åsikt, vilket inte kan läsas i adelns protokoll.
När Anckarsvärd ville avsluta plenum, innan något giltigt svar kunnat inhämtas på hans proposition om bifall till hertigens skrivelse, "uppkom härvid", heter det i protokollet, "en ganska märkelig oro". Enskilda memoarer påstår till och med att det förekom våldsamma ord och åthävor mot den gamle lantmarskalken, som var misstänkt som både "rojalist" från 1772 och som "frondör" från 1789. Slutligen uttalade Anckarsvärd tydligt, att han "skulle för H. K. H. inberätta, det han tyckt sig förmärka, att Ridderskapet och Adeln ej funnit sig kunna bifalla till vad H. K. H. behagat föreslå".
Anckarsvärd fick inget arvode för tiden som lantmarskalk, men mottog under riksdagens lopp serafimerorden. Vid dess slut tog han även avsked från alla sina övriga ämbeten. Han bosatte sig på sin egendom Karlslunds herrgård i närheten av Örebro. Endast för en tid under riksdagen 1817–1818 deltog han åter i riddarhusets förhandlingar. Det enskilda livets lugn fick han njuta ovanligt länge, och kunde bland annat betrakta sonen Carl Henrik Anckarsvärds politiska strider. Den 23 mars 1838 avled han på Karlslunds herrgård, 96 år gammal.